# Rómulo Betancourt

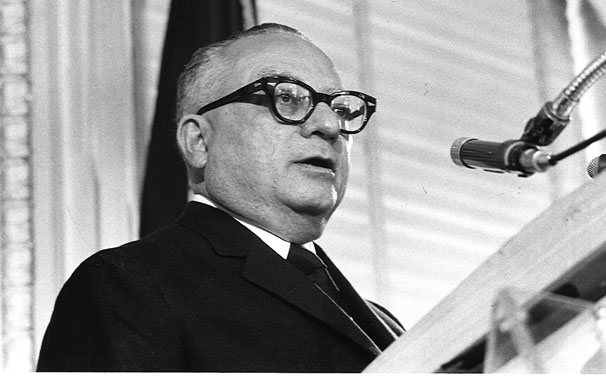
Rómulo Betancourt

Rómulo Ernesto Betancourt Bello (Guatire, 22 februari 1908 - New York, 28 september 1981) was van 1945 tot 1948 en van 1958 tot 1963 president van Venezuela.

## Studentenleider
Afkomstig uit een middenklasse familie, studeerde Betancourt enige tijd aan een universiteit. In 1928 organiseerde hij een liberale studentenvereniging en nam deel aan demonstraties tegen het regime van Juan Vicente Gómez. Hij werd opgepakt en zat enige weken gevangen. Na zijn vrijlating sloot hij zich opnieuw aan bij de demonstranten. Betancourt week in 1930 uit naar Costa Rica.

## Ballingschap
In Costa Rica nam Betancourt deel aan de opbouw van de communistische partij aldaar. Hij was zelfs korte tijd lid van de Partido Communista de Costa Rica (Communistische Partij van Costa Rica, PCCR). In 1935 richtte hij de Organización Venezolana (OV) op. In 1936 keerde hij in het geheim terug naar Venezuela. Hij leefde ondergedoken tot 1939, toen hij opnieuw naar het buitenland uitweek. In 1941 stond de regering het hem toe naar Venezuela terug te keren.

## MedeoprichterAccion Democrática
In 1941 stond het regime de oprichting toe van politieke partijen. Datzelfde jaar was Betancourt medeoprichter van de sociaaldemocratische Accion Democrática (AD). De AD, een gematigd reformistische en anti-communistische partij, keerde zich tegen de militaire dictatuur en streefde naar democratische verkiezingen.
In 1945 sloten Betancourt en de AD'ers zich aan bij een groep linkse officieren die in dat jaar een staatsgreep pleegden en een overgangsregering vormden.

## Hoofd overgangsregering
De militaire junta benoemde Betancourt tot overgangspresident, oktober 1945. Tot februari 1948 stond hij aan het hoofd van een "burgerjunta", die vele sociale hervormingen doorvoerde en ervoor zorgde dat de Venezolaanse staat meerderheidsaandelen verkreeg in de grote buitenlandse ondernemingen.
Eind 1947 werden er democratische verkiezingen gehouden op basis van algemeen kiesrecht. De schrijver Rómulo Gallegos van de AD won deze verkiezingen en werd als president geïnstalleerd. In november 1948 kwam er een einde aan het democratiseringsproces toen een groep militairen onder Marcos Pérez Jiménez en Carlos Delgado Chalbaud de macht greep. De grondwet werd buiten werking gesteld en tot 1958 wisten de militairen zich te handhaven.
Rómulos Gallegos en Betancourt leefden sinds de coup in ballingschap in o.a. de Verenigde Staten van Amerika.

## Herstel van de democratie
In januari 1958 kwam er een einde aan de dictatuur. Generaal Marcos Pérez Jiménez vluchtte naar het buitenland, en een nieuwe interim junta  schreef verkiezingen uit voor eind 1958.
Betancourt stelde zich kandidaat, en versloeg het hoofd van de junta, admiraal Larrazabal, en de christendemocratische leider Rafael Caldera.

## Presidentschap
De verkiezingen van eind '58 werden gewonnen door Betancourt. In februari 1959 werd hij als president van de republiek geïnstalleerd.
In 1960 werden er twee belangrijke beslissingen genomen door de Betancourt-regering: er werd een staatsbedrijf opgericht, de Corporación Venezolana del Petróleo (Petroleum Maatschappij van Venezuela), om de olieproductie te controleren. Daarnaast werd, op voorspraak van Venezuela, de OPEC (Organisatie van Olie Producerende Landen) opgericht, samen met Koeweit, Irak, Saoedi-Arabië en Iran.
Onder Betancourt werden grote landerijen van grootgrondbezitters onteigend. De grootgrondbezitters ontvingen grote schadeloosstellingen.
Betancourt liet tijdens zijn presidentschap ook veel scholen bouwen en verbeterde de gezondheidszorg. Ook werd de zgn. 'Betancourt-doctrine' aangenomen. Volgens deze doctrine mocht Venezuela geen betrekkingen aanknopen met landen waar leiders via een staatsgreep aan de macht waren gekomen. Dit hield in dat er bijvoorbeeld geen contacten met Cuba werden aangeknoopt.

## Oppositie
Hoewel Betancourt een democratische politiek voerde van gematigde hervormingen, waren er ook tegenstanders. Voor enkelen gingen zijn hervormingen niet ver genoeg, een aantal van hen richtten guerrillagroepen op, zoals het Fuerzas Armadas de Liberación Nacional (Nationaal Front van de Bevrijdende Krachten, FALN). Toen duidelijk werd dat veel communisten lid waren van de FALN, liet Betancourt de communistische parlementariërs arresteren en verbood hij de Communistische Partij van Venezuela. Later bleek dat de FALN financiële steun ontving van Fidel Castro.
Er waren ook personen die Betancourt te radicaal vonden, waaronder de dictator van de Dominicaanse Republiek, Rafael Trujillo. Trujillo was bang dat aanhangers van Betancourt in zijn land de macht zouden grijpen en een democratie zouden instellen. Aanhangers van Trujillo pleegden op 24 juni 1960 een mislukte moordaanslag op Betancourt.

## Verkiezingen van1963
Op 1 december 1963 werden er democratische presidentsverkiezingen gehouden. Ruim 90% van de kiesgerechtigden brachten hun stem uit. Ondanks dreigingen dat de verkiezingen zouden worden verstoord, verliepen ze rustig. Raúl Leoni, kandidaat van Betancourt's AD werd tot president gekozen. Zo volgde voor het eerst in de geschiedenis van Venezuela in 1959 een gekozen president een gekozen president op.

## Latere leven
Na de verkiezingen trok Betancourt zich terug. Hij leefde tot 1972 in Zwitserland. Na zijn terugkeer in 1973 werd hij senator voor het leven en daarmee beloond voor zijn verdiensten.
Op 28 september 1981 overleed hij in het Doctors Hospital in New York.
Het was dankzij Betancourt, de AD, Rafael Caldera en de COPEI dat Venezuela een van de meest stabiele landen van Latijns-Amerika is geworden.

## Boeken
- Rómulo Betancourt and the Transformation of Venezuela door: Robert Jackson Alexander (1981)